# Средняя Вырка

Средняя Вырка (Вырка) — река в России, протекает в Калужской и Тульской областях. Левый приток Оки.

## География
Река Средняя Вырка берёт начало у деревни Уткино Козельского района Калужской области. Течёт на восток, пересекает границу с Тульской областью. Устье реки находится ниже села Николо-Гастунь в 1219 км по левому берегу реки Оки. Длина реки составляет 14 км. 

## Данные водного реестра
По данным государственного водного реестра России относится к Окскому бассейновому округу, водохозяйственный участок реки — Ока от города Белёв до города Калуга, без рек Упа и Угра, речной подбассейн реки — бассейны притоков Оки до впадения Мокши. Речной бассейн реки — Ока.
По данным геоинформационной системы водохозяйственного районирования территории РФ, подготовленной Федеральным агентством водных ресурсов:
- Код водного объекта в государственном водном реестре — 09010100512110000018848
- Код по гидрологической изученности (ГИ) — 110001884
- Код бассейна — 09.01.01.005
- Номер тома по ГИ — 10
- Выпуск по ГИ — 0